# Гай Клавдій Каніна
Гай Кла́вдій Кані́на (лат. Caius Claudius Canina; 325 до н. е. — після 273 до н. е.) — політичний та військовий діяч Римської республіки, консул 285 і 273 років до н. е.

## Життєпис
Походив з плебейської гілки Каніна (з латини — «собаки») роду Клавдіїв. Син Марка Клавдія Марцелла, консула 331 року до н. е.
У 285 році до н. е. його було обрано консулом разом з Марком Емілієм Лепідом.
У 273 році до н. е. його вдруге було обрано консулом разом з Гаєм Фабієм Дорсоном Ліцином. Під час цієї каденції з успіхом воював з луканами, брутіями та самнітами. За це отримав тріумф. Консули заснували також римські колонії Косу та Пестум. Був призначений послом до Птолемея II Філадельфа, царя Єгипту, з яким консули уклали союзницьку угоду.
У 270 році до н. е. його було обрано цензором разом з Тіберієм Корунканієм.

## Родина
Діти:
- Гай Клавдій.